# Pagurus rotundimanus
Pagurus rotundimanus är en kräftdjursart som beskrevs av Ed F. Wass 1963. Pagurus rotundimanus ingår i släktet Pagurus och familjen eremitkräftor. Inga underarter finns listade i Catalogue of Life.